# Емасте
Општина Емасте (ест. Emmaste vald) рурална је општина у јужном делу округа Хијума на западу Естоније.
Општина обухвата јужни део острва Хијума и заузима територију површине 197 km2. Према статистичким подацима из јануара 2016. на територији општине је живело око 1.200 становника, или у просеку око 6,1 становник по квадратном километру.
Административни центар општине налази се у истоименом селу Емасте са око 220 становника.
На територији општине налазе се 43 села.